# Amblypodia arracana
Amblypodia arracana är en fjärilsart som beskrevs av Smith 1887. Amblypodia arracana ingår i släktet Amblypodia och familjen juvelvingar. Inga underarter finns listade i Catalogue of Life.